# Lionel Mawditt
Lionel Mawditt, né le 21 mai 1995, est un coureur cycliste australien.

## Biographie
En 2017, Lionel Mawditt s'impose sur le Tour de Tasmanie,. L'année suivante, il termine deuxième de la Redlands Bicycle Classic et troisième de la Joe Martin Stage Race au printemps. Il rejoint ensuite l'équipe continentale Jelly Belly-Maxxis au mois de juillet.

## Palmarès et résultats

### Palmarès par année
- 2017
  - Classement général du Tour de Tasmanie
- 2018
  - 2e de la Redlands Bicycle Classic
  - 3e de la Joe Martin Stage Race
- 2019
  - 2e du Tour de Bright

### Classements mondiaux
| Année                                 | 2017  | 2018  | 2019  | 2020  | 2021  | 2022 | 2023  |
| ------------------------------------- | ----- | ----- | ----- | ----- | ----- | ---- | ----- |
| Classement mondial                    | 1881e | 1354e | 1852e | 1720e | 2718e | nc   | 1120e |
| UCI America Tour                      | nc    | 182e  |       |       |       |      |       |
| UCI Oceania Tour                      | 47e   | 61e   | 89e   | 87e   | 90e   | nc   | 63e   |
|                                       |       |       |       |       |       |      |       |
| Légende : nc = non classéSource : UCI |       |       |       |       |       |      |       |